# Syriaque
Cette page contient des caractères spéciaux ou non latins. S’ils s’affichent mal (▯, ?, etc.), consultez la page d’aide Unicode.
Pour l’article ayant un titre homophone, voir Cyriaque.
 (mars 2019).
Si vous disposez d'ouvrages ou d'articles de référence ou si vous connaissez des sites web de qualité traitant du thème abordé ici, merci de compléter l'article en donnant les références utiles à sa vérifiabilité et en les liant à la section « Notes et références ».
Le syriaque (en syriaque : ܣܘܪܝܝܐ / suryāyā ou suryoyo) est une langue sémitique du Proche-Orient appartenant au groupe des langues araméennes. L'araméen (ארמית [arâmît], ܐܪܡܝܐ [à l'origine armāyā, puis ārāmāyā ou oromoyo]) existe au moins depuis le XIIe siècle av. J.-C. et a évolué au cours des siècles. Le syriaque est couramment présenté comme dialecte de l'araméen,,, en tant que géolecte de la région d'Édesse, qui s'est constitué comme langue écrite au début de l'ère chrétienne.

## Diffusion

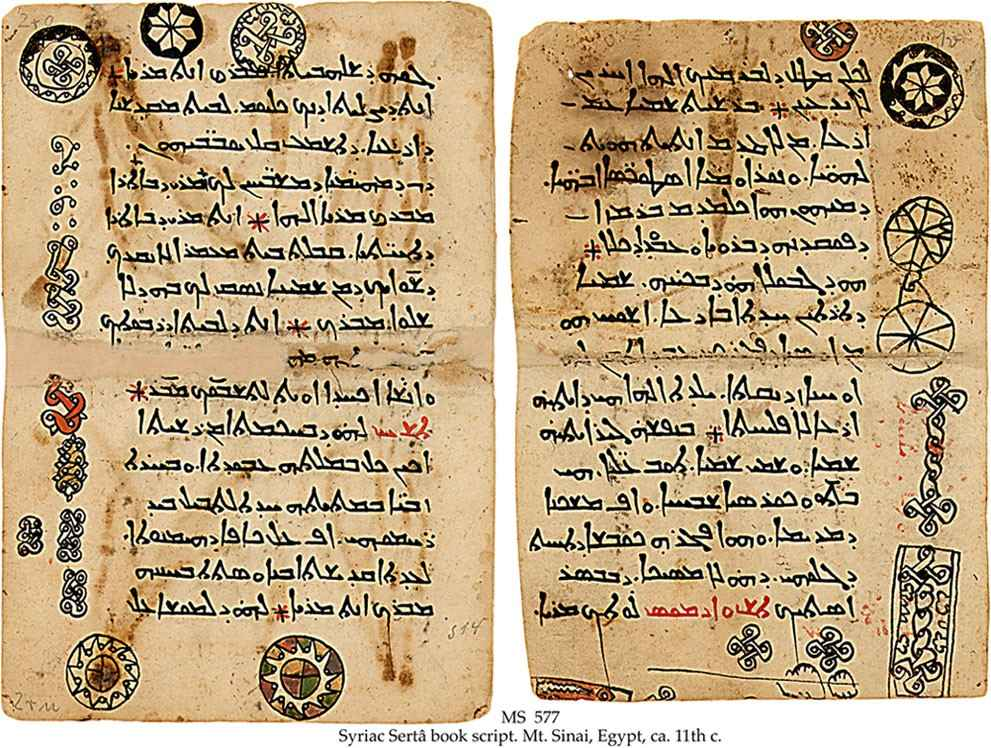
Manuscrit du XI (Sinaï) en alphabet syriaque, style serto.

Au début du XXIe siècle, les dialectes syriaques sont parlés par environ 400 000 personnes, très éparpillées géographiquement mais vivant principalement dans le sud-est de la Turquie et le nord de l'Irak. On les trouve aussi au Liban, en Syrie, en Iran, en Arménie, en Géorgie et en Azerbaïdjan, dans de petites communautés qui parlent des dialectes syriaques souvent influencés par les langues locales dominantes.
Le XXe siècle a vu l'apparition d'idéologies nationalistes parfois intolérantes qui ont grandement affecté les communautés de langue syriaque. Du fait des problèmes politiques et religieux que connaît le Moyen-Orient, l'usage de la langue syriaque, déjà réduit, a fortement reculé. La forte émigration qui touche les chrétiens d'Orient fait qu'on retrouve depuis quelques décennies des communautés de langue syriaque en Amérique du Nord, du Sud, ainsi qu'en Europe.

## Histoire

### Araméen
L'araméen apparaît en Syrie et en Mésopotamie, au moins dès le Ier millénaire av. J.-C.. À partir du XIIe siècle av. J.-C., des tribus araméennes venues du sud s'installent en Syrie et en Irak.
Les Araméens n'ont jamais fondé d'empire unitaire, bien que diverses cités-États araméennes comme celle de Damas, de Hamath (Hama en Syrie) et d'Arpad aient existé. La diffusion de l'araméen provient du fait que cette langue est devenue officielle sous les empires assyrien, babylonien et puis perse, et en raison des grandes déportations des Araméens, et des autres peuples conquis, par les empires néo-assyrien et néo-babylonien — l’exil des Juifs à Babylone est le plus célèbre exemple de ce phénomène.
Puisqu'on trouvait des locuteurs de cette langue un peu partout dans le Moyen-Orient et qu'elle était relativement facile à apprendre pour les peuples de langues sémitiques, l'araméen devint la lingua franca du Moyen-Orient, sous une version relativement uniforme et très riche connue sous le nom d'araméen impérial (en). L'araméen évince progressivement d'autres langues sémitiques comme l'hébreu (VIe siècle av. J.-C. après l'exil de Babylone), le phénicien (Ier siècle av. J.-C.) — le phénicien survivra cependant hors du Moyen-Orient sous sa version carthaginoise  — et, en Mésopotamie, le babylonien et l'assyrien (et aussi des langues non sémitiques comme le hourrite).

### Apparition du syriaque
Le syriaque a pour origine l'araméen parlé dans le Nord de la Mésopotamie. L'évolution de ces dialectes peut être suivie en raison de leur influence sur l'araméen impérial à partir du Ve siècle av. J.-C. Environ une centaine d'inscriptions antérieures à l'annexion par l'Empire romain, ainsi que quelques œuvres littéraires, dans cette langue sont connues. La plus vieille inscription retrouvée en syriaque ancien date de l'an 6 après Jésus Christ.
Après la conquête de la Syrie et de la Mésopotamie par Alexandre le Grand, l'araméen reste utilisé comme langue d'échange, même après l'introduction du grec. Le syriaque et d'autres dialectes araméens commencent à être écrits en réaction à l'hellénisme dominant. 
Le royaume d'Osroène, fondé à Édesse en 132 av. J.-C., fait quelque temps plus tard du dialecte local, le « syriaque », sa langue officielle.  Son statut de langue officielle fait que le syriaque possède un style et une grammaire relativement uniformes, contrairement aux autres dialectes d'araméen. 
Avec l'apparition du christianisme, le syriaque va supplanter l'araméen impérial au début de notre ère comme version standard de l'araméen, porté par l'importance grandissante d'Édesse comme centre culturel et religieux.

### Le syriaque littéraire

#### Développement historique
À partir du IIIe siècle, le syriaque devient la langue des chrétiens d'Édesse. La Bible est traduite en syriaque (Bible Peshitta) et une riche littérature voit le jour. Éphrem le Syriaque (306-373), auteur chrétien prolifique et docteur de l'Église, est une des figures de langue syriaque les plus emblématiques de cette époque. C'est l'âge d'or de la littérature syriaque avec de nombreux textes traduits du grec (par des traducteurs comme Serge de Reshaina), mais aussi de nombreuses œuvres originales, scientifiques, philosophiques, théologiques, historiques (nombreuses chroniques) et liturgiques, et des traductions bibliques ou autres. Les œuvres grecques de l'Antiquité qui n'ont pas disparu ont pour beaucoup été conservées par l'intermédiaire de leurs traductions en syriaque, celles-ci ont par exemple aidé à la redécouverte d'Aristote. À l'ouest de l'Euphrate le syriaque est attesté pour la première fois en 406. À l'est la généralisation de la Bible Peshitta (en syriaque) va favoriser l'extension du syriaque parallèlement au christianisme ; son aire de diffusion atteindra la Chine au Moyen Âge.
Dès les premiers siècles, des controverses religieuses éclatent sur la nature du Christ (les querelles christologiques). Beaucoup de chrétiens syriaques fuient vers la Perse et la Mésopotamie pour échapper aux persécutions byzantines. Les actes du concile de Séleucie-Ctésiphon en 410, qui consacre l'autonomie de l'Église perse sont ainsi rédigés en syriaque, de même que les prêches de Mani quelques siècles plus tôt. Des schismes successifs ont lieu entre les Églises de langue syriaque. Pour simplifier, les Églises occidentales sont accusées d'adopter le monophysisme et les Églises orientales le nestorianisme (la réalité étant beaucoup plus nuancée). Ces doctrines sont elles-mêmes considérées comme hérétiques par l'Église grecque orthodoxe et les Églises syriaques sont persécutées par l'Empire byzantin. La division orientale-occidentale va perdurer et le syriaque littéraire va évoluer en deux variantes, qui diffèrent par des détails phonétiques et la typographie utilisée. Après la conquête arabe au VIIe siècle, le syriaque va perdre définitivement son rôle de langue d'échange. L'usage de l'arabe se répand dans les villes et cantonne progressivement les parlers araméens, qui s'éloignent de plus en plus du syriaque classique, dans des contrées toujours plus reculées. Vers le Xe siècle, le syriaque lui-même semble disparaître pratiquement de l'usage parlé.
Le syriaque littéraire occidental est le langage des Églises suivantes :
- Église maronite : Église antiochienne syriaque maronite
- Église catholique syriaque
- Église syriaque orthodoxe
- Église catholique syro-malankare
- Église syro-malankare orthodoxe
- Église malabare indépendante
- Église malankare orthodoxe
- Église malankare Mor Thoma

Le syriaque littéraire oriental est le langage des Églises suivantes :
- Église apostolique assyrienne de l'Orient
- Ancienne Église de l'Orient
- Église catholique chaldéenne
- Église syrienne chaldéenne : Église malabare orthodoxe
- Église catholique syro-malabare

#### Distinction syriaque occidental/oriental
Il ne s'agit pas de véritables « dialectes » : la norme du syriaque littéraire a été fixée à partir de la Peshitta (IIe et IIIe siècles) et secondairement des Homélies d'Éphrem de Nisibe (IVe siècle) ; or, la différence entre les usages occidentaux et orientaux s'est développée à partir du VIe siècle (après la consolidation du schisme des Églises), et à partir du VIIIe siècle au moins, on peut considérer que ce syriaque littéraire était devenu une langue savante, distincte de tous les parlers araméens contemporains (comme en Occident le latin par rapport aux parlers « romans » du Haut Moyen Âge). Les différences entre « syriaque occidental » et « syriaque oriental » sont plutôt à comparer, donc, avec les manières différentes dont les Français et les Italiens, par exemple, parlaient autrefois le latin.
Les principales différences (en dehors de la transcription) portent sur la prononciation de certaines voyelles : le -ā- du syriaque commun est conservé en syriaque oriental, mais est prononcé -o- en syriaque occidental (ex. : « saint Éphrem » se dit Mār Aphrem chez les nestoriens, Mor Aphrem chez les jacobites et les maronites), et par ricochet le syriaque oriental conserve la distinction entre -o- et -u- du syriaque commun alors que le syriaque occidental les fusionne en -u- (du moins dans la prononciation : dans l'écriture, l'alphabet syriaque transcrit ces deux voyelles par la même lettre wāw, mais les occidentaux ont continué, comme les orientaux, à les distinguer par un point au-dessus pour un ancien -o- et un point au-dessous pour un ancien -u-). Sinon, il y a des différences minimes portant sur la prononciation de mots particuliers (ex. : « au commencement », premier mot de la Genèse, est prononcé b-rāšit par les nestoriens, b-rešit par les occidentaux, mais de toute façon tous lisent le même texte de la Peshitta).

### Périodes
- Araméen ancien (~ 1100 à 200) : la mention la plus ancienne retrouvée date du XIIe siècle av. J.-C. (les périodes suivantes ne sont pas exhaustives).
  - XIIe siècle av. J.-C. : première mention connue des tribus araméennes. Les tribus araméennes venues du sud se répandent en Orient.
  - VIIIe siècle av. J.-C. : l'Empire assyrien fait de l'araméen une langue officielle, la répandant dans l'ensemble du Croissant fertile. Par la suite, l'Empire babylonien fera de même, transformant l'araméen en lingua franca du Moyen-Orient. La langue se répand dans tout l'Orient mais perd de son homogénéité.
  - VIe siècle av. J.-C. : araméen biblique (en) ou araméen impérial (en) (VIe siècle av. J.-C.) adopté par les Hébreux à la suite de leur captivité à Babylone. L'araméen va progressivement remplacer l'hébreu comme langue parlée des Juifs. Une partie de la Bible juive est donc écrite en araméen (les Juifs cessent d'utiliser l'alphabet phénicien : au IVe siècle, ils adoptent l'alphabet hébreu actuel qui provient de l'alphabet araméen).
  - VIe siècle av. J.-C. : le roi Cyrus II de la dynastie perse des Achéménides vainc Babylone (~ 538) et libère les Hébreux (~ 537). En ~ 500, Darius Ier formalise l'araméen et en fait la langue officielle dans la partie orientale de l'Empire perse.
  - L'araméen de Jésus dit araméen palestinien
- Syriaque littéraire ou syriaque d'église (Kthâbânâyâ - syriaque littéraire), (200 à 1200 environ) : c'est l'araméen utilisé à Édesse (devenu Urfa en Turquie) au début de notre ère et formalisé à partir du IIIe siècle. Utilisé pour la traduction de la Bible dite peshitta. Le syriaque s'est répandu en Orient avec le christianisme. Avec le temps, il s'est décliné en deux variantes :
  - Syriaque intermédiaire occidental : utilisé notamment par l'Église maronite, l'Église syriaque orthodoxe, Église syriaque-catholique.
  - Syriaque intermédiaire oriental : utilisé notamment par l'Église chaldéenne ou assyrienne-catholique, l'Église assyrienne et les mandéens.
- Syriaque moderne, néo-araméen : comprend toute une série de langues vernaculaires après 1200. 
  - Néo-araméen occidental : araméen de  Maaloula, Bakh'a et Jubba'adin, tous trois situés en Syrie
  - Néo-araméen central, touroyo
  - Néo-araméen oriental, soureth

### La Bible syriaque

La sixième béatitude (Matthieu 5:8) d'une bible en syriaque oriental (peshitta).
Tuvayhon l'aylên dadkên blebhon: dhenon nehzon l'alâhâ.
Heureux ceux qui ont le cœur pur, car ils verront Dieu !

Une des plus anciennes versions connues du Nouveau Testament est écrite en syriaque (Bible dite peshitta (peshittô), toujours en usage dans certaines Églises orientales). Elle a été traduite à partir de la version grecque écrite en koinè, la plus ancienne qui soit connue. Une controverse existe à propos de la langue originale du Nouveau Testament. Une partie des spécialistes pensent que la version grecque du Nouveau Testament provient de la traduction de textes syriaques/araméens antérieurs. La majorité des spécialistes pensent que la première version écrite du Nouveau Testament a directement été rédigée en grec. À noter que, même dans la version grecque, il existe des phrases araméennes éparpillées dans le texte, particulièrement des phrases prononcées par Jésus et conservées dans la version originale pour des raisons religieuses. Il est cependant certain que Jésus a prêché dans la langue du peuple qui était l'araméen.
Avec l'hébreu, le grec et le latin, le syriaque et l'araméen sont une des langues majeures du christianisme.

### Le syriaque contemporain
Le syriaque a beaucoup souffert de son statut de langue minoritaire et de la montée des idéologies nationalistes au Moyen-Orient. Une grande partie des Syriaques du Nord de la Syrie (devenue turque après annexion au début du XXe siècle) sont morts avec les Arméniens durant le génocide de 1915 et la communauté syriaque est toujours l'objet de mesures vexatoires sur le sol turc.
Ils ont été diversement réprimés en Irak, particulièrement durant les années 1930. Une partie importante des communautés de langue syriaque a quitté la région et les émigrés se sont établis dans divers pays occidentaux. La montée de l'islam politique ces dernières années a amplifié le mouvement d'émigration. Plus récemment, la guerre d'Irak (2003) qui a abouti à une anarchie de fait a entraîné une recrudescence des attaques à motivation religieuse de même que la progression de  l'État islamique en Syrie et en Irak et de divers mouvements djihadistes.
Récemment, un effort a été fait pour écrire les dialectes parlés et les doter d'une grammaire, entre autres pour tenter de pallier la disparition de ces langues devenues extrêmement fragiles. En Suède, une communauté parlant le syriaque oriental s'est constituée et la loi suédoise impose l'enseignement de la langue d'origine. Une littérature y a vu donc le jour, notamment sous l'impulsion de Fuat Deniz et Ibrahim Baylan.
L'usage veut qu'on qualifie les peuples parlant le syriaque occidental de syriens, car cette langue était celle qui était parlée en Syrie avant la conquête arabe. Mais ces peuples sont qualifiés de syriaques du fait qu'en arabe il est distingué « Suryan » signifiant les membres des Églises de Syrie, et « Souri » signifiant les citoyens de la Syrie. Le terme de Syriaque est donc là pour rappeler la spécificité syrienne de cette langue. (Nous parlons ici de la Syrie antique et non de la Syrie actuelle)
Les locuteurs du syriaque oriental sont appelés chaldéens ou assyriens, du nom de leurs Églises.

## Écriture

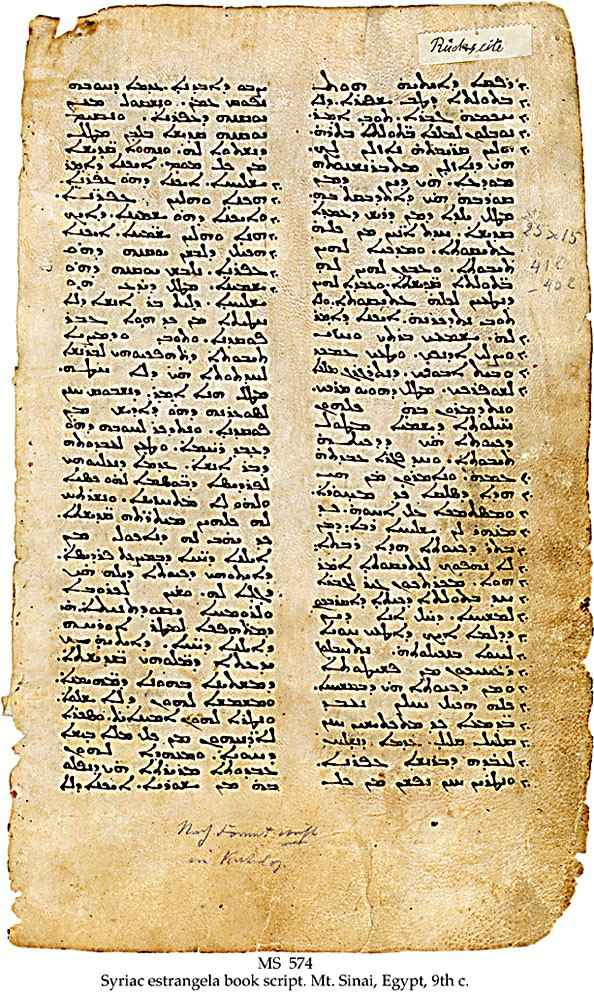
Manuscrit syriaque du monastère Sainte-Catherine (Sinai) en style estrangelâ (IXe siècle).

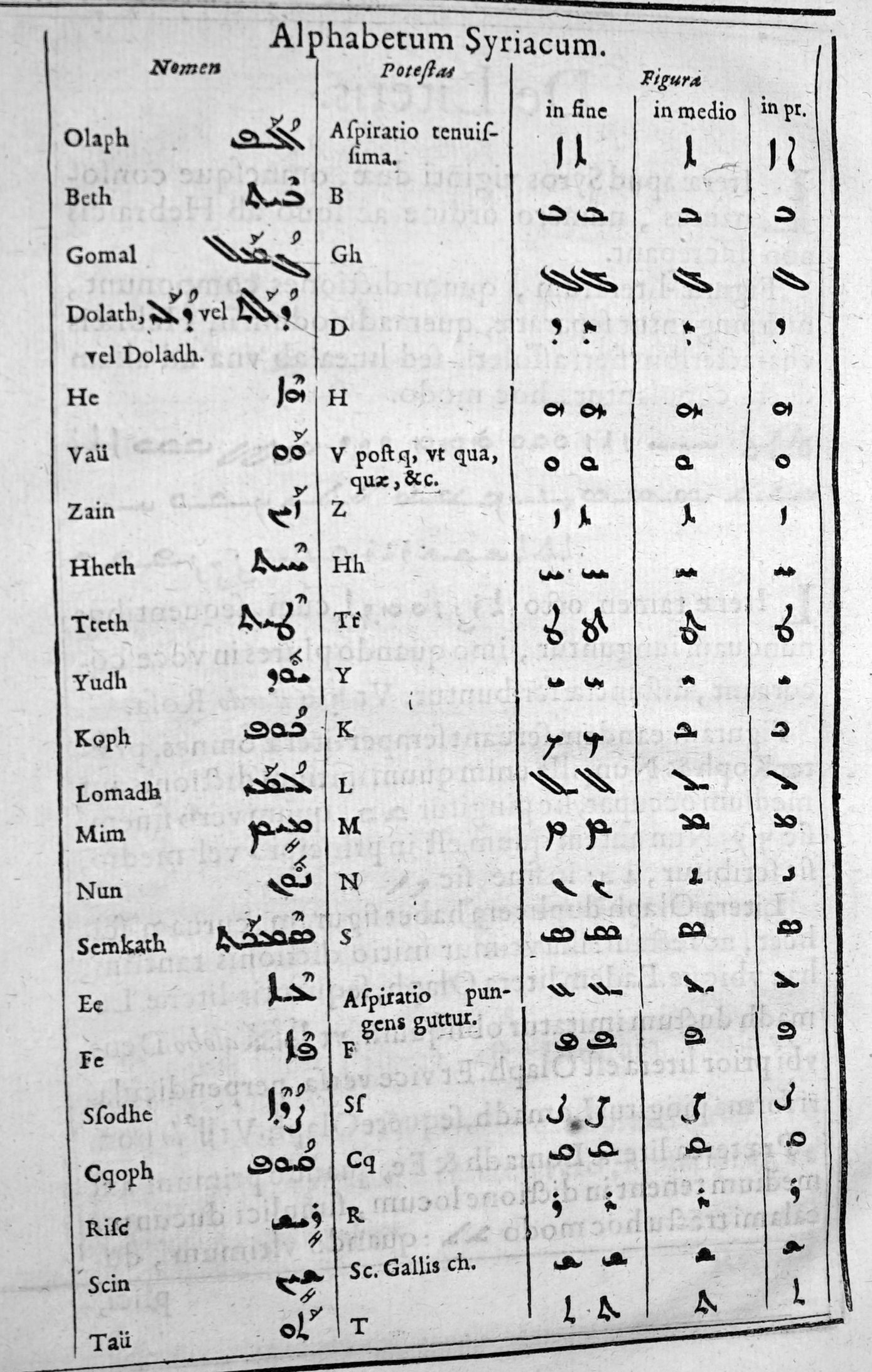
Caractères imprimés de 1625.

Le syriaque s'écrit de droite à gauche au moyen de l'alphabet syriaque, qui est dérivé de l'alphabet phénicien. L'alphabet syriaque se compose de 22 lettres qui peuvent être liées ou non selon leur position dans le mot. Il existe trois formes principales de typographies :
- Le style estrangelâ (provient de la description grecque de cette typographie, στρογγυλη, strongylê, 'arrondi'). Cette typographie est tombée en désuétude, mais elle est souvent utilisée par les spécialistes. Les voyelles peuvent être indiquées par de petits signes.
- Le syriaque occidental est le plus souvent écrit avec une typographie sertâ ('ligne'). C'est une simplification du style estrangelâ. Les voyelles sont indiquées par un système diacritique dérivé des voyelles grecques.
- Le syriaque oriental est écrit en utilisant le style madnhâyâ (de l'est, 'oriental'). On l'appelle parfois nestorien parce qu'on considérait que les syriaques de l'est (à tort) suivaient les idées de Nestorius. Il est plus proche de estrangelâ que le sertâ. Les voyelles sont indiquées grâce à un autre système diacritique, à savoir des points autour des consonnes, similaire à l'arabe.

Quand l'arabe a commencé à s'imposer dans le Croissant fertile, les chrétiens ont commencé par écrire l'arabe avec des caractères syriaques. Ces écrits sont appelés karshouni ou garshouni. On a pensé que l'alphabet arabe dérivait d'une forme d'araméen appelé nabatéen utilisé dans la région de Pétra. Des hypothèses plus récentes nuancent cette affirmation et lient l'alphabet arabe à l'alphabet syriaque.

## Grammaire
Langue sémitique du groupe occidental, étroitement apparentée à l'hébreu et à l'arabe, le syriaque est une langue à flexions, mais avec des déclinaisons et des conjugaisons bien plus rudimentaires que celles des langues indo-européennes anciennes (latin, grec, sanskrit…).

### Déclinaisons
La déclinaison des noms et des adjectifs qualificatifs comporte trois « états » (emphatique, absolu, construit) existant au singulier et au pluriel. Il y a un seul modèle pour le masculin, un seul pour le féminin, et un très petit nombre de mots irréguliers. Pour les noms, l'état emphatique correspond à l'emploi général, l'état absolu s'utilise après les adjectifs numéraux cardinaux, certains adjectifs indéfinis (comme kol = « tout », lā = « aucun ») et dans certains locutions prépositionnelles, l'état construit s'emploie pour les noms déterminés par un complément introduit sans préposition (« le serviteur du roi » pouvant se dire xbed malkā, avec l'état construit, ou xabdā d-malkā, avec l'état emphatique et la préposition d- = « de »). Pour les adjectifs qualificatifs, l'état emphatique correspond à la fonction épithète, l'état absolu à la fonction attribut et l'état construit aux adjectifs déterminés par un complément.
- exemple de nom masculin : gabrā = « homme » (par opposition à « femme »)
  - sing. : état emphatique gabrā, état absolu gbar, état construit gbar
  - plur. : état emphatique gabrē, état absolu gabrin, état construit gabray
- exemple de nom féminin : malktā = « reine »
  - sing. : état emphatique malktā, état absolu malkā, état construit malkat
  - plur. : état emphatique malkātā, état absolu malkān, état construit malkāt

### Conjugaisons
Le tableau modes/temps des langues indo-européennes n'existe pas vraiment[réf. nécessaire]. Pour chaque verbe, il y a trois séries seulement de formes simples personnelles : une qui est morphologiquement la série basique et qui correspond pour le sens au passé simple ou composé du français (ktab = « il écrivit » ou « il a écrit »), une autre qui est générée par adjonction d'un préfixe et altération de la voyelle radicale et qui a le sens d'un futur ou d'un subjonctif (nektob = « il écrira » ou « qu'il écrive »), enfin un impératif qui se forme en ôtant son préfixe au futur/subjonctif (ktob = « écris »). Sinon, il existe deux participes : l'un qui a une valeur de présent actif (kateb = « écrivant ») et l'autre qui a le plus souvent, pour les verbes transitifs, celle de passé passif (ktib = « écrit ») ; et un infinitif (mektab = « écrire »). Les valeurs du présent et de l'imparfait sont obtenues par des formes composées (kateb-hu = « il est en train d'écrire », comme en anglais « he is writing » ; kateb hwā = « il était en train d'écrire », « he was writing »). Ce qui joue le rôle de présent du verbe « être » (également avec les attributs), ce sont des formes enclitiques des pronoms personnels (kateb-hu = [litt.] « écrivant lui », hu malkā-hu = « c'est lui le roi », etc.). La conjugaison se caractérise aussi par une séparation plus nette qu'en français entre le masculin et le féminin, puisqu'elle existe pour la deuxième personne et pour l'impératif (ex. : ktabt = « tu écrivis » si c'est un homme, ktabti si c'est une femme).
- exemple : passé du verbe ktab = « écrire »
  - sing. 1re pers. ketbet, 2e pers. ktabt (m.), ktabti (f.), 3e pers. ktab (m.), ketbat (f.)
  - plur. 1re pers. ktabn ou ktabnan, 2e pers. ktabton (m.), ktabtēn (f.), 3e pers. ktabun (m.), ktabēn (f.)
- exemple : futur/subjonctif du verbe ktab
  - sing. 1re pers. ektob, 2e pers. tektob (m.), tektbin (f.), 3e pers. nektob (m.), tektob (f.)
  - plur. 1re pers. nektob, 2e pers. tektbun (m.), tektbān (f.), 3e pers. nektbun (m.), nektbān (f.)
- exemple : impératif du verbe ktab
  - sing. ktob (m.), ktobi (f.)
  - plur. ktobu(n) (m.), ktob(en) (f.)

Il y a plusieurs modèles de conjugaison : à côté du modèle ktab/nektob (ou dbar/nedbar = « conduire », ou qreb/neqrob = « approcher »), le plus fréquent, on a bnā/nebnē (= « construire »), qām/nqum (= « se dresser »), xal/nexxol (= « entrer »), šel/nešal (= « demander »), ezal/nezal (= « aller »), iled/nelad (= « mettre au monde »).
D'autre part, il existe notamment deux conjugaisons dérivées, à valeur souvent intensive ou réciproque pour l'une, causative pour l'autre (ex. : praḥ = « voler », paraḥ = « voltiger », apraḥ = « faire voler » ; qṭal = « tuer », qaṭel = « massacrer » ; zban = « acheter », zabben = « vendre »). À partir des trois conjugaisons, on peut générer, pour les verbes transitifs, des passifs à forme simple (etqṭel = « être tué », etqaṭal = « être massacré » ; ettapraḥ = « être lâché dans les airs », etc.).

### Autres flexions
Une des particularités du syriaque par rapport au français, c'est que les adjectifs possessifs sont rendus par des terminaisons des noms.

Exemple : 
- bayta = « maison »,
- bayteh = « sa maison (à lui) »,
- baytāh = « sa maison (à elle) »,
- baython = « leur maison (à eux) »,
- baythēn = « leur maison (à elles) »,

- bāttē (plur. irrég.) = « les maisons »,
- bāttaw = « ses maisons (à lui) »,
- bāttēh = « ses maisons (à elle) »,
- bāttayhon = « leurs maisons (à eux) »,
- bāttayhēn = « leurs maisons (à elles) », etc.)

De même, les prépositions sont « conjuguées » (comme en breton).

Exemple : 
- b- = « en »,
- beh = « en lui »,
- bāh = « en elle », etc.)

Les pronoms personnels compléments apparaissent également sous forme de terminaisons ou d'altérations des verbes.

Exemple :
- rdap = « il poursuivit »,
- radpani = « il me poursuivit »,
- radpāk = « il te poursuivit » [« te » masculin],
- radpek = « il te poursuivit » [« te » féminin],
- radpeh = « il le poursuivit »,
- radpāh = « il la poursuivit »,

ou par exemple :

- radpukon = « ils vous poursuivirent » [« vous » masculin],
- rdaptān = « tu nous poursuivis » [« tu » masculin],
- rdaptin = « tu nous poursuivis » [« tu » féminin],
- rdaptonāy = « vous le poursuivîtes », etc.),

ce qui complique singulièrement les « conjugaisons ».

## Vocabulaire
- noms  :
  - xālmā = monde
  - šmayyā (plur.) = ciel
  - arxā = terre
  - atrā = pays
  - yammā = mer
  - nahrā = fleuve
  - ṭurā = montagne
  - mayyā (plur.) = eau
  - nurā = feu
  - nuhrā = lumière
  - laḥmā = pain
  - ḥayyē (plur.) = vie
  - ilānā = arbre
  - bar-nāšā = [litt.] fils d'homme, être humain, personne
  - gabrā = homme
  - attā (plur. neššē) = femme
  - abā = père
  - emmā = mère
  - brā (état construit : bar ; plur. : bnayyā) = fils
  - bartā = fille
  - mdittā (état construit : mdinat ; plur. : mdinātā) = ville
  - baytā (état construit : bēt) = maison
  - pagrā = corps
  - napšā = âme
  - rešā = tête
  - chlomo = bonjour
  - Alāhā = Dieu
  - ruḥā = esprit, vent (ruḥā d-qudšā = Saint-Esprit)
  - Mšiḥā = oint, Christ
  - mārā = seigneur (mar[i] = mon seigneur)
  - baxlā (état construit : bxel) = maître, époux
  - malkā (état construit : mlek) = roi
  - kāhnā = prêtre
  - xabdā (état construit : xbed) = serviteur, esclave
- adjectifs :
  - rabb = grand
  - zxor = petit
  - ṭāb = bon
  - biš = mauvais
  - šappir = beau
  - šarrir = vrai
  - qaddiš = saint
  - ḥewwar = blanc
  - ukām = noir
- verbes :
  - hwā = être
  - ḥyā = vivre
  - ḥzā = voir
  - šmax = entendre
  - emar = dire
  - xbad = faire
  - ekal = manger
  - ešti = boire
  - dmek = dormir
  - ktab = écrire
  - qrā = appeler, lire
  - çba = vouloir
  - rḥem = aimer

## Littérature

### Poésie
La poésie syriaque est purement ecclésiastique : elle a été créée pour servir à l'instruction religieuse du peuple et pour conférer du lustre à la liturgie. Le principe de la métrique dans la poésie classique est l'isosyllabie des vers, sans rimes ni considération pour la quantité syllabique. Deux vers forment souvent un couplet appelé baytā (« maison »).
La poésie syriaque, selon Éphrem de Nisibe, aurait été créée par Bardesane d'Édesse : « Il créa les hymnes et y associa des airs musicaux./ Il composa des cantiques et y introduisit les mètres./ En mesures et en poids il divisa les mots./ Il offrit aux gens sains le poison amer dissimulé par la douceur./ Les malades n'eurent point le choix d'un remède salutaire./ Il voulut imiter David et se parer de sa beauté./ Ambitionnant les mêmes éloges, il composa comme lui/ Cent cinquante cantiques ». Bardesane composa donc l'équivalent du Livre des Psaumes. Il adopta le principe de l'antienne ou chant responsorial, dont une tradition rapportée par Socrate de Constantinople (Hist. eccl., VI, 8), et reprise par les auteurs syriaques, attribue l'invention à Ignace d'Antioche, qui aurait eu la vision de chœurs d'anges chantant en alternance les louanges de la Trinité. L'œuvre poétique de Bardesane eut paraît-il un grand succès, et son fils Harmonios s'illustra dans cet art avec encore plus d'éclat. Mais cette poésie considérée ensuite comme hérétique a presque entièrement disparu.
La poésie syriaque fut refondée par Éphrem de Nisibe, qui conserva le moule de ses prédécesseurs. Ce fut un écrivain, notamment poète, d'une fécondité prodigieuse, à qui sont attribués plusieurs centaines de poèmes (dont plus de quatre cents hymnes), comprenant parfois des centaines de vers. C'est le grand maître imité par les auteurs des générations suivantes, à tel point que les œuvres sont souvent mêlées et les attributions incertaines dans la tradition (notamment avec Isaac d'Antioche et Narsaï).
Cette poésie religieuse classique se divise en deux genres principaux : les « homélies métriques » (memré d-mušḥātā) et ce qu'on appelle traditionnellement les « hymnes », mais qui se nommaient en syriaque les « instructions » (madrāšé). Le premier genre a un caractère narratif. La métrique est uniforme : Éphrem de Nisibe utilise un vers de sept syllabes, divisé le plus souvent en deux mesures de trois et quatre syllabes ; Balaï (chôrévêque de la région d'Alep, au Ve siècle) compose des homélies en vers de cinq syllabes, avec des mesures de deux et trois syllabes ; celles de Narsaï qui sont conservées sont en vers de sept ou de douze syllabes, bien que la tradition lui attribue curieusement une prédilection pour le vers de six syllabes ; le vers des homélies de Jacques de Saroug (le vers « sarougien ») a douze syllabes en trois mesures de quatre syllabes chacune. Ces poèmes narratifs étaient le plus souvent composés en vue des fêtes de l'année et des commémorations des saints et des martyrs, pour être récités pendant l'office. Ils servaient ensuite également de lectures pieuses. Certains sont très longs : l'homélie Sur le perroquet d'Isaac d'Antioche a 2 136 vers, celle de Jacques de Saroug Sur le char d'Ézéchiel 1 400 vers ; le poème d'Éphrem de Nisibe sur Joseph fils de Jacob est tellement long qu'il est divisé en douze.
Les hymnes, contrairement aux homélies, ont un caractère, non pas narratif, mais lyrique. On peut y distinguer trois groupes principaux : dénonciation des hérétiques et des sceptiques ; exhortation à la vertu ; célébration des saints au moment de leur fête (pour être chantées après les homélies). Voici ce qu'on lit dans la Vie d'Éphrem : « Lorsque saint Éphrem vit le goût des habitants d'Édesse pour les chants, il institua la contre-partie des jeux et des danses des jeunes gens. Il établit des chœurs de religieuses auxquelles il fit apprendre des hymnes divisées en strophes avec des refrains. Il mit dans ces hymnes des pensées délicates et des instructions spirituelles sur la Nativité, le baptême, le jeûne et les actes du Christ, sur la Passion, la Résurrection et l'Ascension, ainsi que sur les confesseurs, la pénitence et les défunts. Les vierges se réunissaient le dimanche, aux grandes fêtes et aux commémorations des martyrs ; et lui, comme un père, se tenait au milieu d'elles, les accompagnant de la harpe. Il les divisa en chœurs pour les chants alternants et leur enseigna les différents airs musicaux, de sorte que toute la ville se réunit autour de lui et que ses adversaires furent couverts de honte et disparurent ».
Les hymnes, renfermant des vers de quatre à dix syllabes (soit pareils, soit d'inégales longueurs), étaient divisées en un nombre variable de strophes de différentes longueurs. Les strophes les plus longues étaient chantées par un premier chœur, les plus courtes formaient la partie d'un second chœur et le refrain, lequel consistait en une doxologie ou une prière. Les airs musicaux à utiliser étaient indiqués par des rubriques donnant l’incipit de l'hymne servant de modèle (Sur l'air de…). Parmi les quelque quatre cents hymnes conservés attribués à Éphrem de Nisibe, on peut distinguer soixante-dix variétés métriques.
Une variété de l'hymne était le cantique (en syriaque sugitā), contenant une prière ou les louanges de la Divinité ou d'un saint et rattachés à des homélies à la suite desquelles ils étaient entonnés par des chœurs. Les neuf cantiques conservés de Narsaï revêtent la forme caractéristique d'un dialogue : après une brève introduction de cinq à dix strophes de quatre vers de sept syllabes, dialogue entre la Sainte Vierge et l'archange Gabriel (Cantique de l'Annonciation) ou entre la Vierge et les Rois Mages (Cantique de la Nativité) ; chaque personnage entonne à tour de rôle une strophe, et il y a vingt-deux groupes de deux strophes correspondant aux lettres de l'alphabet syriaque, soit quarante-quatre strophes. Ces cantiques forment donc de petits drames rappelant le théâtre religieux du Moyen Âge.
Telle est la poésie classique de langue syriaque. Au IXe siècle, la rime fut introduite par imitation de la poésie arabe (première attestation : Antoine le Rhéteur vers 820), et elle ne tarda pas à se généraliser. La rime peut être la même pour tous les vers d'un poème (comme dans la kasida arabe), ou propre à chaque strophe ; dans le vers « sarougien », les trois mesures de quatre syllabes peuvent rimer, ou les deux premières mesures avoir une rime particulière et rimer avec la mesure correspondante des autres vers. Dans une variété d'hymnes, chaque strophe a une rime, sauf le dernier vers qui reprend la rime de la première strophe.
Dans cette période tardive de la poésie syriaque, les homélies et les hymnes furent confondues, et on transporta dans les premières ce qui caractérisait auparavant les secondes, comme les strophes, ou des jeux comme l'acrostiche. Certains poètes de basse époque tentèrent d'imiter la virtuosité technique de leurs collègues arabophones. Le modèle des jeux de langage parfois très artificiels auxquels ils se livrèrent est le Paradis de l'Éden d'Ébedjésus de Nisibe. On trouve dans d'autres poèmes des jeux, non seulement sur les lettres de l'alphabet ou les sonorités (rimes, acrostiches…), mais aussi sur l'usage d'un vocabulaire rare, de mots d'origine grecque, de néologismes déconcertants, d'expressions alambiquées, etc. Certains poèmes requièrent un commentaire pour être compris.